# Цалдаши
Цалдаши (груз. ცალდაში) — село в Грузии, на территории Местийского муниципалитета края (мхаре) Самегрело-Верхняя Сванетия.

## География
Село находится в северо-западной части Грузии, на левом берегу реки Мулхура (правый приток реки Ингури), на расстоянии приблизительно 9 километров (по прямой) к востоку от посёлка городского типа Местиа, административного центра муниципалитета. Абсолютная высота — 1639 метров над уровнем моря.

## Население
По результатам официальной переписи населения 2014 года в Цалдаши проживал 41 человек (20 мужчин и 21 женщина). В национальной структуре населения грузины составляли 100 %.
| Год  | Население, человек |
| ---- | ------------------ |
| 2002 | 69                 |
| 2014 | ↘ 41               |